# Tranvía de Caen
El Tranvía de Caen (francés: Tramway de Caen) es un tranvía en la ciudad de Caen, Francia. El tranvía se inauguró el 27 de julio de 2019 y reemplazó al Tránsito ligero guiado de Caen (TVR) que cerró en diciembre de 2017. El tranvía utiliza la misma ruta que el TVR, con un nuevo ramal corto a Presqu'île y un nuevo depósito de tranvía en Fleury-sur-Orne.

## Historia
El Tránsito ligero guiado de Caen (Caen TVR) se inauguró en 2002, después de tres años de construcción.
Viacités confirmó el 14 de diciembre de 2011 sus planes de abandonar el TVR en favor de un tranvía convencional antes de 2019, debido a su falta de fiabilidad. La conversión al tren ligero también incluyó la rescisión de dos contratos de concesión que Keolis y el consorcio STVR de Bombardier-Spie Batignolles poseen. A finales de 2014, el gobierno francés prometió 23,3 millones de euros para el proyecto de conversión del Tránsito ligero guiado de Caen, cuyo coste estimado sería de aproximadamente 230 millones de euros.
En diciembre de 2017, la TVR cerró y comenzaron las obras de construcción. El nuevo tranvía se inauguró el 27 de julio de 2019.

## Líneas

### Línea T1
La línea T1 conecta Hérouville-Saint-Clair e Ifs. Tiene 10,7 km  de largo y 25 estaciones. De lunes a viernes, la frecuencia de los tranvías es de 10 minutos entre las 7:00 y las 19:00 horas.

### Línea T2
La línea T2 conecta el norte de Caen y su Presqu'Île. Tiene 6,6 km de largo y 17 estaciones. De lunes a viernes la frecuencia es de 10 minutos entre las 7h y las 19h.

### Línea T3
La línea T3 conecta Caen y Fleury-sur-Orne. Tiene 5,3 km de largo y 15 estaciones. De lunes a viernes la frecuencia es de 10 minutos entre las 7h y las 19h. El 29 de agosto de 2022 se inauguró una ampliación de Fleury - Hauts-de-l'Orne.

## Proyecto futuro
El 9 de marzo de 2021, se anunció que una nueva línea prestará servicio al oeste de Caen en 2028. Esta nueva línea, denominada Línea T4, dará servicio al Teatro de Caen, al Hôtel de Ville, al Lycée Malherbe, al Zénith de Caen, al nuevo Palais des Sports, el Estadio de Venoix, el Estadio Michel d'Ornano hasta la terminal de Bretteville-sur-Odon - Pépinières. El otro ramal servirá a la urbanización de Chemin-Vert y llegará hasta la estación Athéna en Saint-Contest. Se construirán 17 nuevas estaciones y se comprarán 10 tranvías más.